# هاياتو أراكاكي
هاياتو أراكاكي (باليابانية: 新垣勇人؛ بالكانا: あらかき はやと) هو لاعب كرة قاعدة ياباني، ولد في 21 أكتوبر 1985 في ساغاميهارا في اليابان.

## روابط خارجية
- هاياتو أراكاكي على موقع الدوري الياباني لكرة القاعدة (الإنجليزية)